# Pedetes
Pedetes és un gènere de rosegador de la família dels pedètids. Conté dues espècies, P. capensis, que viu al sud d'Àfrica, i P. surdaster, que viu a l'est del continent.

## Descripció
Les dues espècies d'aquest gènere són comparativament grans rosegadors amb mides del cos d'aproximadament 40 centímetres i un pes d'aproximadament 2,8 kg. Tenen les potes del darrere llargues potes i els seus peus també llargs, mentre que les potes davanteres són molt curts. La cua arriba a una longitud d'uns 40 centímetres. Els ulls i les orelles són també molt grans.
El crani és fort i aplanat dorsalment i té els ossos nasals llargs. Les dues espècies del gènere tenen les dents incisives desenvolupades, i seguit d'un diastema al maxil·lar superior. A continuació presenten un premolar i tres molars. Les dents a la mandíbula inferior són similars a les de la mandíbula superior. En general, tenen 20 dents.

## Taxonomia
L'espècie Parapedetes laetoliensis es classificava anteriorment en aquest gènere, amb el nom de Pedetes laetoliensis. Durant gran part del segle XX, es creia que les espècies vivents (i ocasionalment també les extintes) eren la mateixa espècie, P. capensis, convertint el gènere en monotípic.

### Espècies[5]
- Rata llebre sud-africana (P. capensis)
- Pedetes gracilis †
- Pedetes hagenstadti †
- Pedetes surdaster